# Censo paraguayo de 1799
El Censo paraguayo de 1799, fue realizado por orden del Gobernador Intendente Lázaro de Rivera y Espinosa, el primero en ser impulsado por una autoridad oficial de este territorio, aun cuando el Paraguay era una de las Intendencias del Virreinato del Río de La Plata bajo el dominio español. Los datos de este censo arrojaban una población total de 108.070 habitantes, de los cuales 89.597 vivían dentro de la Provincia y 18.743 en los pueblos guaraníes. Por otro lado, estos datos también incluyeron a la población de la actual Misiones argentina.
Los datos de este censo fueron encontrados y analizados por el historiador Ernesto Maedel, que además comparó algunos datos de censos estimativos entre 1680 y 1799. Según el estudio de este periodo la población de la provincia había aumentado en un 21%.